# Jardin d'immeubles Choisy - Caillaux
Le jardin d'immeubles Choisy - Caillaux, anciennement dénommé jardin de l'Îlot-B10, est un espace vert du 13e arrondissement de Paris, en France.

## Situation et accès
Le site est accessible par le 2, rue Philibert-Lucot et l'avenue de Choisy.
Il est desservi par la ligne 7 à la station Maison Blanche.

## Origine du nom
Il est ainsi nommé car il est bordé par la rue Caillaux et l'avenue de Choisy.

## Historique
Le jardin est créé en 1987.

## Description
Grand de 1 370 m2, il dispose de quelques bancs et jeux pour enfants. Il est agrémenté de fleurs et d'arbustes.